# Famille de Pons
Pour les articles homonymes, voir Pons.
La famille de Pons, appelée les "Rois de la Guyenne", est une famille éteinte de la noblesse française, d'ancienne extraction, originaire de Guyenne.

## Histoire

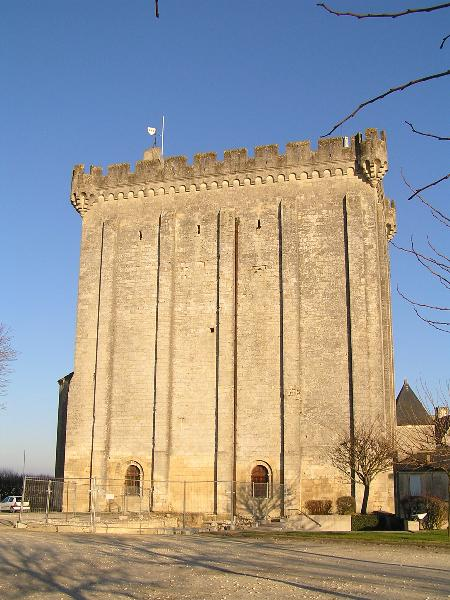
Donjon de Pons.

Elle établit sa filiation depuis Bertrand de Pons (1160), qui épouse Élisabeth de Toulouse et fut le père de Raymond de Pons, évêque de Saintes. 
Elle prouve sa filiation depuis Renaud, sire de Pons, vivant en 1224 et marié à Agathe d'Angoulême.
Elle s'éteint en 1875 avec Louis-Henri de Pons, marquis de Pons d'Hostun.

## Personnalités
- Geoffroy de Pons, évêque de Maillezais,
- Hélie de Pons, évêque d'Angoulême,
- Madame d'Heudicourt, maîtresse de Louis XIV,
- Jacquette de Lansac, maîtresse de François Ier,
- Ponce de Pons, évêque de Saintes,
- Antoinette de Pons, dame d'honneur de Marie de Médicis,
- Renaud VI de Pons, chevalier-banneret, "cousin du roi", combatit avec du Guesclin.
- Renaud V de Pons, capitaine pour le roi en Périgord,
- Rainaut de Pons, noble troubadour saintongeais, participe à la cinquième croisade,
- Raymond de Pons, évêque de Périgueux, cardinal,
- Renaud IV de Pons, gouverneur de Navarre, tué à la bataille de Maupertuis.

## Possessions
À titre de fief dominant, Pons et ses seigneurs étendaient leur juridiction sur 52 paroisses et près de 250 fiefs nobles. 

## Armes
| Image | Armoiries                                              |
| ----- | ------------------------------------------------------ |
|       | Armes: D'argent à la fasce bandée d'or et de gueules., |

## Titres
Les titres portés par les membres de cette famille sont :
- Marquis de La Caze,
- Comte de Roquefort, de Bergerac et de Blaye,
- Vicomte de Turenne, de Pons et de Carlat,
- Baron de Mirabeau,
- Seigneur de Prunget, Plassac, Montfort-le-Rotrou, Montignac, Tendu et de Ribérac.

## Alliances notables
Les principales alliances de la famille sont : d'Aunay, de Craon, de Matha, de Périgord, de Saint-Maur, de Thouars, de Lusignan, de Bergerac, de Bruniquel, de Rodez, de Murat, d'Albret, d'Orthe, de La Roche-Andry, de Talleyrand-Périgord, de La Trémoïlle, de Foix-Grailly, de Castelnau-Tursan, d'Aydie, de La Tour d'Olliergues, de Coëtivy, de Ferrières, de Parthenay, de Montchenu, de Silly, du Plessis-Liancourt, de Durfort, Sublet d'Heudicourt, de Bourbon, d'Arpajon, de Lansac, de La Rochefoucauld, de Rohan, de Fumel, de Gontaut-Biron, de Bonneval, de Rochechouart, de Tancarville, du Lau.

## Galerie

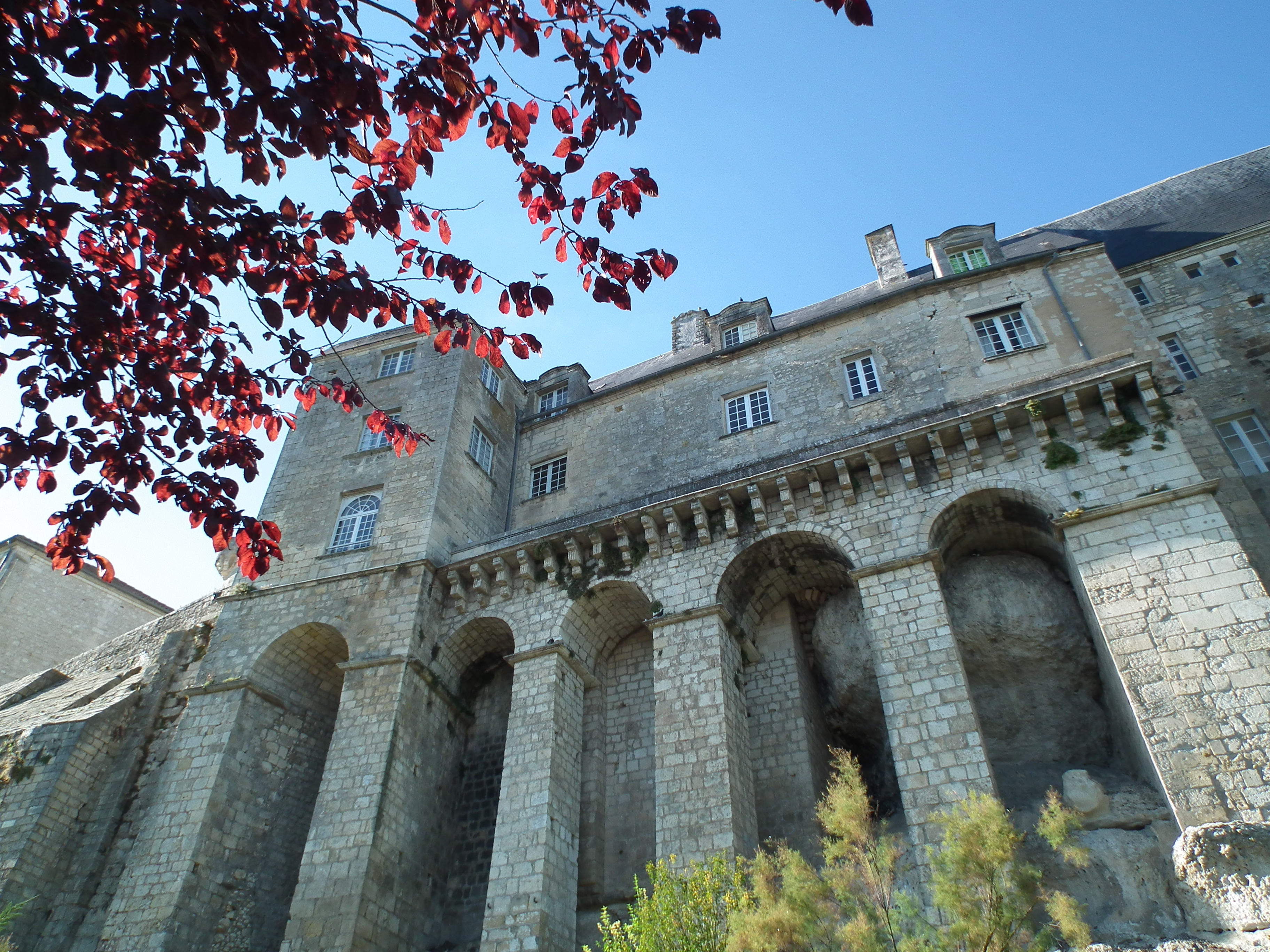
Le château de Pons (XVIIe).
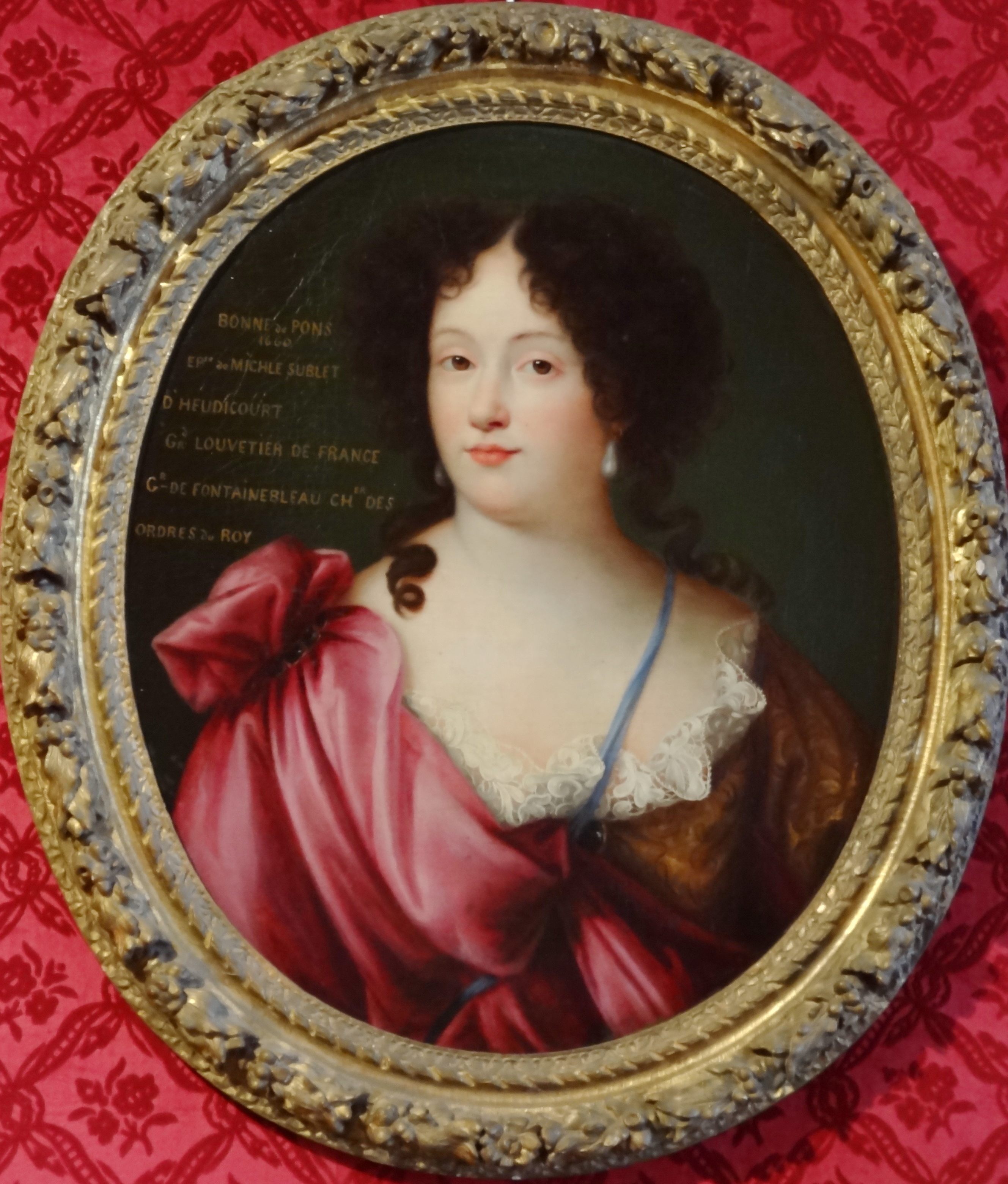
Bonne de Pons, maîtresse de Louis XIV.
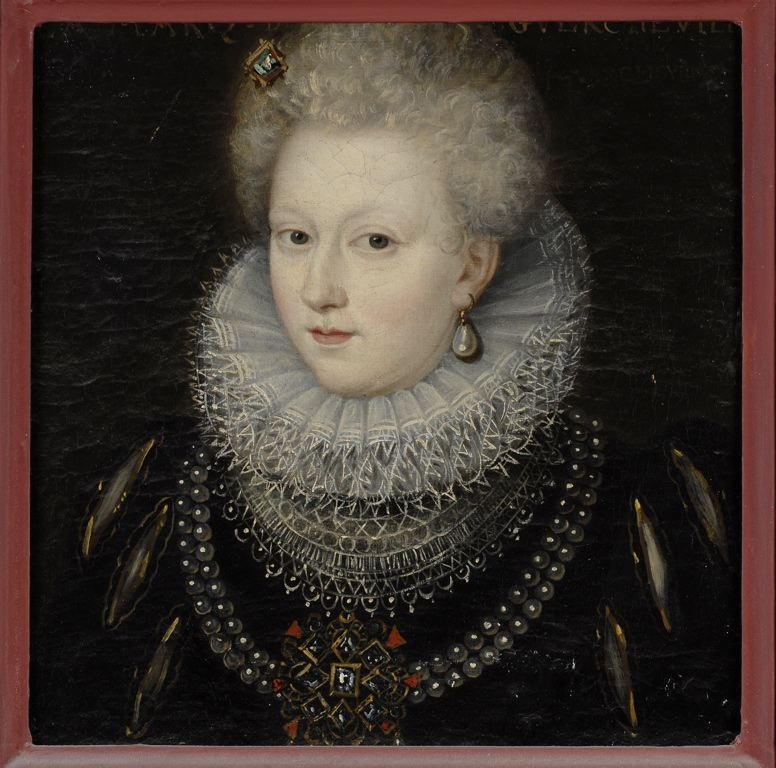
Antoinette de Pons, dâme d'honneur de Marie de Medicis
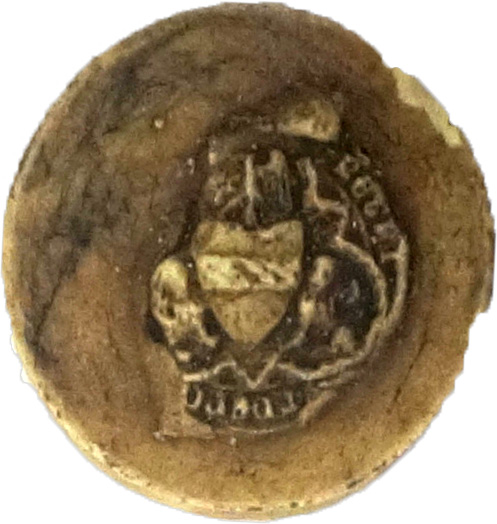
Sceau de Renaud V de Pons.
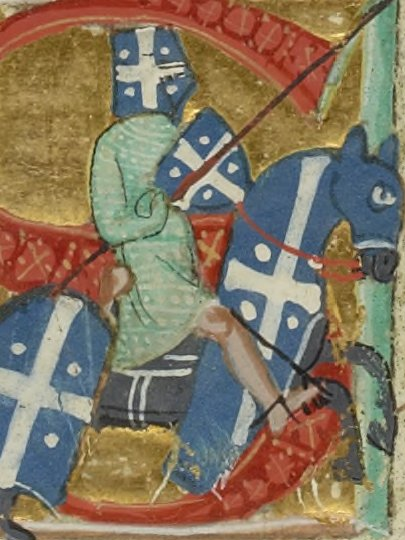
Rainaut de Pons, sénéchal de Gascogne.